# Ucrânia nos Jogos Olímpicos de Inverno de 2018

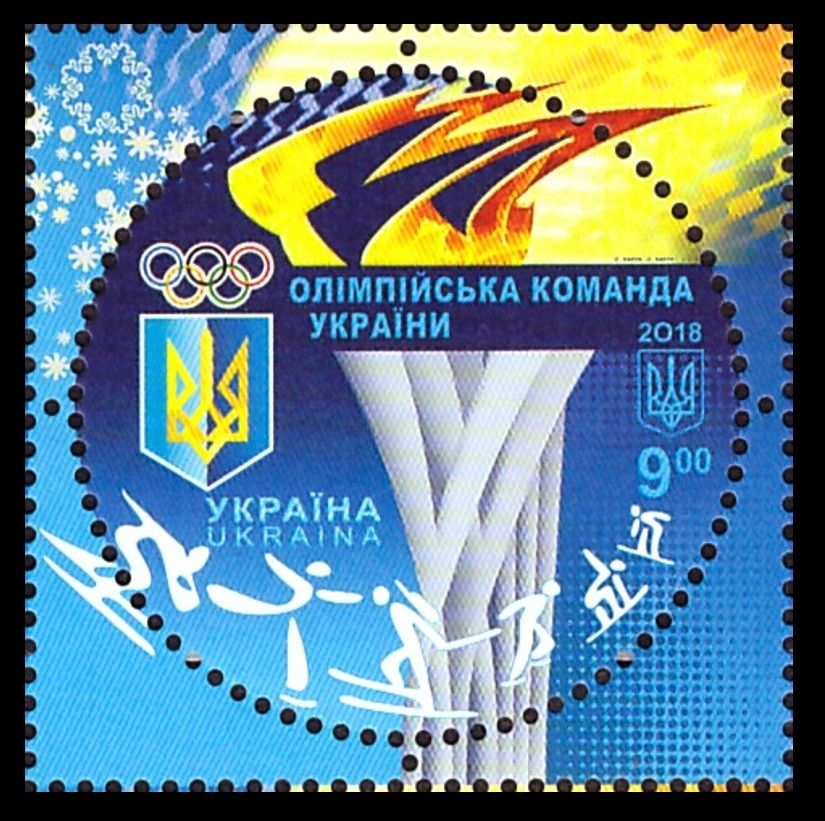
Selo ucraniano em homenagem à equipe nacional nos jogos de inverno de 2018

A Ucrânia participou dos Jogos Olímpicos de Inverno de 2018, realizados na cidade de Pyeongchang, na Coreia do Sul.
O país fez sua sétima aparição em Olimpíadas de Inverno desde que estreou nos Jogos de 1994, em Lillehammer. Sua delegação foi composta de 33 atletas que competiram em nove esportes.

## Medalhas
| Atleta              | Esporte            | Evento            | Medalha |
| ------------------- | ------------------ | ----------------- | ------- |
| Oleksandr Abramenko | Esqui estilo livre | Aerials masculino | Ouro    |

## Desempenho

### Biatlo
Feminino
| Atleta                                                             | Evento           | Final     | Final       | Final   |
| Atleta                                                             | Evento           | Tempo     | Penalidades | Posição |
| ------------------------------------------------------------------ | ---------------- | --------- | ----------- | ------- |
| Yuliia Dzhima                                                      | Individual       | 44:33.9   | 2 (1+0+1+0) | 20º     |
| Anastasiya Merkushyna                                              | Velocidade       | 23:32.3   | 3 (2+1)     | 55º     |
| Anastasiya Merkushyna                                              | Perseguição      | 35:30.4   | 5 (0+2+2+1) | 46º     |
| Anastasiya Merkushyna                                              | Individual       | 48:42.0   | 6 (1+1+3+1) | 70º     |
| Valentyna Semerenko                                                | Velocidade       | 23:20.9   | 3 (2+1)     | 46º     |
| Valentyna Semerenko                                                | Perseguição      | DNS       | DNS         | DNS     |
| Valentyna Semerenko                                                | Individual       | 44:53.9   | 1 (0+0+0+1) | 25º     |
| Valentyna Semerenko                                                | Largada coletiva | 37:39.9   | 1 (1+0+0+0) | 19º     |
| Vita Semerenko                                                     | Velocidade       | 22:00.7   | 1 (0+1)     | 14º     |
| Vita Semerenko                                                     | Perseguição      | 32:54.4   | 4 (2+1+1+0) | 18º     |
| Vita Semerenko                                                     | Individual       | 48:03.8   | 5 (0+3+1+1) | 63º     |
| Vita Semerenko                                                     | Largada coletiva | 38:25.3   | 3 (0+0+3+0) | 24º     |
| Iryna Varvynets                                                    | Velocidade       | 24:48.1   | 5 (1+4)     | 73º     |
| Iryna Varvynets Vita Semerenko Yuliia Dzhima Anastasiya Merkushyna | Revezamento      | 1:13:44.8 | 10 (2+10)   | 11º     |

Masculino
| Atleta                                                        | Evento      | Final     | Final       | Final   |
| Atleta                                                        | Evento      | Tempo     | Penalidades | Posição |
| ------------------------------------------------------------- | ----------- | --------- | ----------- | ------- |
| Dmytro Pidruchnyi                                             | Velocidade  | 24:27.5   | 0 (0+0)     | 21º     |
| Dmytro Pidruchnyi                                             | Perseguição | 36:53.2   | 4 (1+0+2+1) | 34º     |
| Artem Pryma                                                   | Velocidade  | 25:14.9   | 2 (1+1)     | 40º     |
| Artem Pryma                                                   | Perseguição | 37:16.3   | 6 (1+1+2+2) | 38º     |
| Artem Pryma                                                   | Individual  | 52:36.5   | 4 (1+2+0+1) | 46º     |
| Serhiy Semenov                                                | Velocidade  | 25:24.9   | 1 (0+1)     | 46º     |
| Serhiy Semenov                                                | Perseguição | 38:23.7   | 5 (1+0+2+2) | 49º     |
| Serhiy Semenov                                                | Individual  | 52:57.9   | 3 (1+0+1+1) | 53º     |
| Vladimir Semakov                                              | Velocidade  | 26:31.7   | 3 (1+2)     | 78º     |
| Vladimir Semakov                                              | Individual  | 51:32.1   | 1 (0+1+0+0) | 31º     |
| Artem Tyshchenko                                              | Individual  | 51:15.2   | 0 (0+0+0+0) | 29º     |
| Dmytro Pidruchnyi Artem Pryma Vladimir Semakov Serhiy Semenov | Revezamento | 1:20:17.3 | 11 (0+11)   | 9º      |

Misto
| Atleta                                                      | Evento      | Final     | Final       | Final   |
| Atleta                                                      | Evento      | Tempo     | Penalidades | Posição |
| ----------------------------------------------------------- | ----------- | --------- | ----------- | ------- |
| Iryna Varvynets Yuliia Dzhima Dmytro Pidruchnyi Artem Pryma | Revezamento | 1:09:46.4 | 5 (3+2)     | 7º      |

### Combinado nórdico
| Viktor Pasichnyk | Individual pista normal | 84.0  | 36º | +3:06 | 27:46.1 | 30º |
| Viktor Pasichnyk | Individual pista longa  | 108.2 | 21º | +2:03 | 26:39.6 | 23º |

### Esqui alpino
Feminino
| Atleta     | Evento         | Descida 1 | Descida 2 | Total   | Pos. |
| ---------- | -------------- | --------- | --------- | ------- | ---- |
| Olha Knysh | Slalom         | 59.07     | 58.93     | 1:58.00 | 45º  |
| Olha Knysh | Slalom gigante | 1:20.51   | DNF       | DNF     | DNF  |
| Olha Knysh | Super-G        |           |           | 1:30.60 | 43º  |

Masculino
| Atleta          | Evento         | Descida 1 | Descida 2 | Total   | Pos. |
| --------------- | -------------- | --------- | --------- | ------- | ---- |
| Ivan Kovbasnyuk | Combinado      | 1:24.21   | DNF       | DNF     | DNF  |
| Ivan Kovbasnyuk | Downhill       |           |           | 1:48.57 | 49º  |
| Ivan Kovbasnyuk | Slalom         | DNF       | DNF       | DNF     | DNF  |
| Ivan Kovbasnyuk | Slalom gigante | 1:20.41   | 1:17.26   | 2:37.67 | 57º  |
| Ivan Kovbasnyuk | Super-G        |           |           | DNF     | DNF  |

### Esqui cross-country
Feminino
| Atleta                            | Evento                 | Qualificatória   | Qualificatória | Quartas       | Quartas     | Semifinal   | Semifinal   | Final       | Final       |
| Atleta                            | Evento                 | Tempo            | Pos.           | Tempo         | Pos.        | Tempo       | Pos.        | Tempo       | Pos.        |
| --------------------------------- | ---------------------- | ---------------- | -------------- | ------------- | ----------- | ----------- | ----------- | ----------- | ----------- |
| Maryna Antsybor                   | 10 km livre            |                  |                |               |             |             |             | 28:18.7     | 46º         |
| Maryna Antsybor                   | 15 km skiathlon        | Clássico 24:09.3 | 55º            | Livre 21:36.5 | 52º         |             |             | 46:18.2     | 53º         |
| Maryna Antsybor                   | Velocidade individual  | 3:40.17          | 56º            | Não avançou   | Não avançou | Não avançou | Não avançou | Não avançou | Não avançou |
| Tetyana Antypenko                 | 10 km livre            |                  |                |               |             |             |             | 28:38.2     | 52º         |
| Tetyana Antypenko                 | 15 km skiathlon        | Clássico 23:32.3 | 45º            | Livre 21:24.0 | 49º         |             |             | 45:31.2     | 45º         |
| Tetyana Antypenko                 | 30 km clássico         |                  |                |               |             |             |             | 1:38:17.3   | 38º         |
| Tetyana Antypenko                 | Velocidade individual  | 3:38.56          | 54º            | Não avançou   | Não avançou | Não avançou | Não avançou | Não avançou | Não avançou |
| Maryna Antsybor Tetyana Antypenko | Velocidade por equipes |                  |                |               |             | 17:44.04    | 10º         | Não avançou | Não avançou |

Masculino
| Atleta                          | Evento                 | Qualificatória   | Qualificatória | Quartas     | Quartas     | Semifinal   | Semifinal   | Final       | Final       |
| Atleta                          | Evento                 | Tempo            | Pos.           | Tempo       | Pos.        | Tempo       | Pos.        | Tempo       | Pos.        |
| ------------------------------- | ---------------------- | ---------------- | -------------- | ----------- | ----------- | ----------- | ----------- | ----------- | ----------- |
| Oleksii Krasovskyi              | 15 km livre            |                  |                |             |             |             |             | 39:05.3     | 84º         |
| Oleksii Krasovskyi              | 30 km skiathlon        | Clássico 44:36.7 | 59º            | Livre LAP   | Livre LAP   |             |             | LAP         | 61º         |
| Oleksii Krasovskyi              | 50 km clássico         |                  |                |             |             |             |             | 2:25:36.4   | 50º         |
| Oleksii Krasovskyi              | Velocidade individual  | 3:33.40          | 70º            | Não avançou | Não avançou | Não avançou | Não avançou | Não avançou | Não avançou |
| Andrii Orlyk                    | 15 km livre            |                  |                |             |             |             |             | 39:11.3     | 86º         |
| Andrii Orlyk                    | Velocidade individual  | 3:39.18          | 79º            | Não avançou | Não avançou | Não avançou | Não avançou | Não avançou | Não avançou |
| Oleksii Krasovskyi Andrii Orlyk | Velocidade por equipes |                  |                |             |             | 17:32.50    | 10º         | Não avançou | Não avançou |

### Esqui estilo livre
Aerials
| Atleta              | Evento    | Qualificação | Qualificação | Final       | Final       | Final       | Final           |
| Atleta              | Evento    | Salto 1      | Salto 2      | Salto 1     | Salto 2     | Salto 3     | Pos.            |
| ------------------- | --------- | ------------ | ------------ | ----------- | ----------- | ----------- | --------------- |
| Olga Polyuk         | Feminino  | 82.21        | 55.50        | Não avançou | Não avançou | Não avançou | Não avançou     |
| Oleksandr Abramenko | Masculino | 123.01       | 123.08       | 125.67      | 125.79      | 128.51      | Medalha de ouro |

Moguls
| Atleta          | Evento   | Qualificação | Qualificação | Qualificação | Qualificação | Qualificação | Qualificação | Final       | Final       | Final       | Final       | Final       | Final       | Final       | Final       | Final       | Final       |
| Atleta          | Evento   | Descida 1    | Descida 1    | Descida 1    | Descida 2    | Descida 2    | Descida 2    | Descida 1   | Descida 1   | Descida 1   | Descida 2   | Descida 2   | Descida 2   | Descida 3   | Descida 3   | Descida 3   | Descida 3   |
| Atleta          | Evento   | Tempo        | Pontos       | Total        | Tempo        | Pontos       | Total        | Tempo       | Pontos      | Total       | Tempo       | Pontos      | Total       | Tempo       | Pontos      | Total       | Pos.        |
| --------------- | -------- | ------------ | ------------ | ------------ | ------------ | ------------ | ------------ | ----------- | ----------- | ----------- | ----------- | ----------- | ----------- | ----------- | ----------- | ----------- | ----------- |
| Tetiana Petrova | Feminino | 36.69        | 39.54        | 46.19        | 37.62        | 17.46        | 23.07        | Não avançou | Não avançou | Não avançou | Não avançou | Não avançou | Não avançou | Não avançou | Não avançou | Não avançou | Não avançou |

### Luge
Feminino
| Atleta          | Evento     | Final     | Final     | Final     | Final       | Final    | Final |
| Atleta          | Evento     | Descida 1 | Descida 2 | Descida 3 | Descida 4   | Total    | Pos.  |
| --------------- | ---------- | --------- | --------- | --------- | ----------- | -------- | ----- |
| Olena Shkhumova | Individual | 46.950    | 46.844    | 47.751    | Não avançou | 2:21.545 | 21º   |
| Olena Stetskiv  | Individual | 50.599    | 48.303    | 47.929    | Não avançou | 2:26.831 | 28º   |

Masculino
| Atleta                               | Evento     | Final     | Final     | Final     | Final       | Final    | Final |
| Atleta                               | Evento     | Descida 1 | Descida 2 | Descida 3 | Descida 4   | Total    | Pos.  |
| ------------------------------------ | ---------- | --------- | --------- | --------- | ----------- | -------- | ----- |
| Anton Dukach                         | Individual | 48.888    | 48.307    | 48.303    | Não avançou | 2:25.498 | 23º   |
| Andriy Mandziy                       | Individual | 1:02.935  | 48.473    | 47.981    | Não avançou | 2:39.389 | 40º   |
| Oleksandr Obolonchyk Roman Zakharkiv | Duplas     | 48.316    | 47.401    |           |             | 1:35.717 | 20º   |

Misto
| Atleta                                                            | Evento      | Final     | Final     | Final     | Final    | Final | Final |
| Atleta                                                            | Evento      | Descida 1 | Descida 2 | Descida 3 | Total    | Pos.  |       |
| ----------------------------------------------------------------- | ----------- | --------- | --------- | --------- | -------- | ----- | ----- |
| Olena Shkhumova Anton Dukach Oleksandr Obolonchyk Roman Zakharkiv | Revezamento | 51.503    | 49.135    | 50.365    | 2:31.003 | 13º   |       |

### Patinação artística
| Atleta                             | Evento               | Programa curto | Programa curto | Programa livre | Programa livre | Total       | Total       |
| Atleta                             | Evento               | Pontos         | Pos.           | Pontos         | Pos.           | Pontos      | Pos.        |
| ---------------------------------- | -------------------- | -------------- | -------------- | -------------- | -------------- | ----------- | ----------- |
| Anna Khnychenkova                  | Individual feminino  | 47.59          | 29º            | Não avançou    | Não avançou    | Não avançou | Não avançou |
| Yaroslav Paniot                    | Individual masculino | 46.58          | 30º            | Não avançou    | Não avançou    | Não avançou | Não avançou |
| Oleksandra Nazarova Maksym Nikitin | Dança no gelo        | 57.97          | 21º            | Não avançou    | Não avançou    | Não avançou | Não avançou |

### Skeleton
| Atleta                | Evento    | Final     | Final     | Final     | Final     | Final   | Final |
| Atleta                | Evento    | Descida 1 | Descida 2 | Descida 3 | Descida 4 | Total   | Pos.  |
| --------------------- | --------- | --------- | --------- | --------- | --------- | ------- | ----- |
| Vladyslav Heraskevych | Masculino | 51.26     | 51.16     | 51.21     | 50.85     | 3:24.47 | 12º   |

### Snowboard
Feminino
| Atleta          | Evento                  | Preliminar | Preliminar | Oitavas     | Quartas     | Semifinal   | Final       | Final       |
| Atleta          | Evento                  | Tempo      | Pos.       | Posição     | Posição     | Posição     | Posição     | Pos.        |
| --------------- | ----------------------- | ---------- | ---------- | ----------- | ----------- | ----------- | ----------- | ----------- |
| Annamari Dancha | Slalom gigante paralelo | 1:46.64    | 28º        | Não avançou | Não avançou | Não avançou | Não avançou | Não avançou |

Legenda
| Recorde mundial      | Recorde mundial (World record)               |                       | Recorde africano                      | Recorde africano (African) |                                           | Q | Classificado por posição (Qualified) |
| Recorde olímpico     | Recorde olímpico (Olympic record)            | Recorde da América    | Recorde da América (Americas)         | q                          | Classificado por melhor tempo (Qualified) |   |                                      |
| Melhor marca do ano  | Melhor marca do ano (World leading)          | Recorde asiático      | Recorde asiático (Asian)              | DNS                        | Não largou (Did not start)                |   |                                      |
| Recorde nacional     | Recorde nacional (National record)           | Recorde europeu       | Recorde europeu (European)            | DNF                        | Não terminou (Did not finish)             |   |                                      |
| Recorde pessoal      | Recorde pessoal do atleta (Personal best)    | Recorde da Oceania    | Recorde da Oceania (Oceania)          | DSQ / DQ                   | Desclassificado (Disqualified)            |   |                                      |
| Recorde da temporada | Recorde da temporada do atleta (Season best) | Recorde sul-americano | Recorde sul-americano (South America) | NM                         | Sem marca (No mark)                       |   |                                      |